# Моралевич Яків Михайлович

Перший Конґрес Українських Націоналістів у Відні, 1929 рік. Сидять зліва направо 1 ряд: Юліан Вассиян, Дмитро Андрієвський, Микола Капустянський, Євген Коновалець, Микола Сціборський, Яків Моралевич, Володимир Мартинець, Микола Вікул. Стоять зліва направо 2 ряд: Іван Малько, Осип Бойдуник, Максим Загривний, Євген Зиблікевич, Петро Кожевників, Дмитро Демчук, Леонід Костарів, Олесь Бабій, Ріко Ярий, Михайло Антоненко, Зенон Пеленський. Стоять зліва направо 3 ряд : Юрій Руденко, Ярослав Барановський, Степан Охримович, Степан Ленкавський, Андрій Федина, Ярослав Герасимович, Теофіл Пасічник-Тарнавський, Олександр Згорлякевич

Яків Михайлович Моралевич (30 травня 1878, Поділля — 1 листопада 1961, Денвер, США) — учасник I-го Конгресу Українських Націоналістів, «Головний контрольний» ОУН.

## Життєпис
Народився 30 травня 1878.
Закінчив Кам'янець-Подільську духовну семінарію. Протягом 1908—1911 років навчався у Психоневрологічному інституті в Санкт-Петербурзі. У 1911-у, не завершивши навчання, вступив до Комерційного інституту в Києві, який закінчив у 1915 році.
В уряді Української Народної Республіки працював головним рахівником у Міністерстві торгівлі й промисловості, а згодом очолив фінансовий департамент Міністерства народного господарства.
На еміграції в Польщі. З 1921 по 1922 викладає у торговельній школі в Познані. З 1922 переїжджає до міста Подебради (Чехословаччина), де викладає в щойно створеній Українській господарській академії. Стає професором економіко-кооперативного факультету.
Був учасником I-го Конгресу Українських Націоналістів 1929 року у Відні, виголосив реферат «Фінансова політика». Обраний Головним Контрольним ОУН.
Після Другої світової війни емігрував до США, де був співзасновником Українського технічного інституту в Нью-Йорку.
Помер 1961 року в місті Денвер.